# Listă de membri ai Mișcării Legionare
Printre membrii Mișcării Legionare se numără (în ordine alfabetică):

## A
- Arșavir Acterian,
- Haig Acterian,

## B
- Ion Banea,
- Ion Barbu,
- Alexandru Bassarab,
- Dumitru Bălașa,
- Gabriel Bălănescu,
- Ion Belgea,
- Doru Belimace,
- Ernest Bernea,
- Traian Borobaru,
- Dan Botta,
- Faust Brădescu (a fost șeful secției de programare, studii și documentare a Mișcării Legionare din exil; a publicat peste 48 de lucrări de factură legionară),
- Traian Brăileanu,
- Radu Budișteanu,
- Emil Bulbuc,

## C
- Alexandru Cantacuzino,
- Gheorghe Cantacuzino-Grănicerul,
- Ion Caranica,
- Nicolae Călinescu,
- Valeriu Cârdu,
- Eugen Chirnoagă,
- Platon Chirnoagă,
- Vasile Christescu,
- Sterie Ciumetti,
- Ion Igna Ciupea,
- Gheorghe Clime,
- Alexandru Constant,
- Nicolae Constantinescu
- Victor Corbut,
- Traian Cotigă
- Horia Cosmovici
- Gheorghe Costea,
- Aron Cotruș (fondator al revistei legionare din exil Carpații, document foto - Cotruș alături de alți legionari la Monumentul Moța-Marin din Spania),
- Nichifor Crainic,
- Paul Craja

## D
- Bănică Dobre,
- Mircea Domitriu,
- Constantin A. Dragodan,

- Cristian Ovidiu Dinescu

## E
- Mihai Fotin Enescu
- Mircea Eliade (redactor la mai multe reviste legionare, candidat legionar la alegerile parlamentare din 1937)

## F
- Vasile B. Flamură,
- Gheorghe Furdui

## G
- Valeriu Gafencu
- Constantin Gane,
- Ion Găvănescu,
- Dumitru Găzdaru,
- Ilie Gârneață,
- Corneliu Georgescu,
- Traian Golea,
- Arthur Gorovei,
- Lucia Grecu
- Dumitru Grozea
- Radu Gyr (comandant legionar, redactor la multe ziare legionare printre care Cuvântul, Buna Vestire, Sfarmă Piatră, Revista mea, etc.),

## H
- Ion Halmaghi,
- Traian Herseni,

## I
- Vasile Iașinschi
- Elena Ilinoiu,
- Nae Ionescu (directorul ziarului oficial al Mișcării Legionare, Cuvântul),

## L
- Demetrius Leontieș,
- Teofil Lianu,
- Gheorghe G. Longinescu,

## M
- Ion Macridescu,
- Ernest Maftei,
- Grigore Manoilescu
- Mihail Manoilescu,
- George Manu (Conducător interimar al Mișcării Legionare în 1943),
- Nello Manzatti,
- Vasile Marin,
- Simion Mehedinți (colaborator al publicațiilor legionare Chemarea Vremii și Cuvântul Studențesc),
- Dumitru Mihăescu,
- Ion Mihu,
- Ioan Mirea,
- Radu Mironovici,
- Ion Moța
- George Murnu,

## N
- Ion Nicolau-Delta,
- Mircea Nicolau
- Nicoleta Niculescu
- Nicolae Novac,

## P
- Petre P. Panaitescu,
- Arsenie Papacioc,
- Dumitru Paulescu,
- Nicolae Paulescu (membru în Senatul Legionar),
- Nicolae Petrașcu,
- Christian Petrescu,
- Constantin Petrovicescu (general, ministru de interne în perioada Statului național-legionar)
- Nicolae Petrașcu
- Ioan Petrovici,
- Mihail Polihroniade,
- Stan M. Popescu,
- Traian Popescu,
- Vasile Posteucă,
- D. Protopopescu,
- Ion Protopopescu,
- Sextil Pușcariu (membru în Senatul Legionar, redactor la Gând Românesc, revista legionară),

## Doroftei Rotundu
- Ioan Rata
- Gheorghe Racoveanu,
- Alexandru Randa,
- Alex. Ronnett,

## S
- Marieta Sadova,
- Duiliu Sfințescu
- Alexandru Silistreanu,
- Ion Siugariu,
- Constantin Speteanu,
- Mihai Stelescu,
- Mircea Streinul,
- Prințul Mihail Sturza (ministru de externe în guvernul Național-Legionar),

## Ș
- Corneliu Șumuleanu,

## T
- Ion Tarnoschi
- Lucia Trandafir
- Viorel Trifa
- George Tutoveanu

## Ț
- Petre Țuțea (redactor la oficiosul legionar Cuvântul; își certifică apartenența legionară prin o serie de lucrări memorialistice printre care Între Dumnezeu și Neamul meu; a fost director în Ministerul Economiei Naționale în timpul statului Național-Legionar).

## V
- Alexandru Ventonic

## Z
- Ștefan Zăvoianu